# Лижне двоборство на зимових Олімпійських іграх 2014
Змагання з лижного двоборства на зимових Олімпійських іграх 2014 в Сочі проходили з 12 по 20 лютого в Комплексі для стрибків з трампліну «Російські гірки», розташованому біля Красної Поляни. Розіграно 3 комплекти нагород.

## Розклад
Час UTC+4
| День    | Дата      | Час   | Змагання                                             |
| ------- | --------- | ----- | ---------------------------------------------------- |
| День 6  | 12 лютого | 12:30 | Чоловіча індивідуальна гонка з нормального трампліну |
| День 6  | 12 лютого | 16:30 | Чоловіча індивідуальна гонка з нормального трампліну |
| День 12 | 18 лютого | 13:00 | Чоловіча індивідуальна гонка з великого трампліну    |
| День 12 | 18 лютого | 16:00 | Чоловіча індивідуальна гонка з великого трампліну    |
| День 14 | 20 лютого | 11:30 | Чоловіча командна першість з великого трампліну      |
| День 14 | 20 лютого | 15:00 | Чоловіча командна першість з великого трампліну      |

## Медальний підсумок
| Місце | Країна          | Золото | Срібло | Бронза | Загалом |
| ----- | --------------- | ------ | ------ | ------ | ------- |
| 1     | Норвегія (NOR)  | 2      | 1      | 1      | 4       |
| 2     | Німеччина (GER) | 1      | 1      | 1      | 3       |
| 3     | Японія (JPN)    | 0      | 1      | 0      | 1       |
| 4     | Австрія (AUT)   | 0      | 0      | 1      | 1       |
|       | Всього          | 3      | 3      | 3      | 9       |

### Види програми
| Вид змагань                         | Золото                                                               | Золото   | Срібло                                                                     | Срібло   | Бронза                                                                 | Бронза   |
| ----------------------------------- | -------------------------------------------------------------------- | -------- | -------------------------------------------------------------------------- | -------- | ---------------------------------------------------------------------- | -------- |
| Особисті, великий траплін/10 км     | Юрген Гробак · Норвегія (NOR)                                        | 23:27.5  | Магнус Моан · Норвегія (NOR)                                               | 23:28.1  | Фабіан Рісле · Німеччина (GER)                                         | 23:29.1  |
| Особисті, нормальний траплін/10 км  | Ерік Френцель · Німеччина (GER)                                      | 23:50.20 | Ватабе Акіто · Японія (JPN)                                                | 23:54.40 | Магнус Круг · Норвегія (NOR)                                           | 23:58.30 |
| Командні, великий трамплін/4 x 5 км | Норвегія (NOR) Юрген Гробак Говард Клеметсен Магнус Круг Магнус Моан | 47:13.5  | Німеччина (GER) Ерік Френцель Б'єрн Кірхайзен Фабіан Рісле Йоганнес Рідцек | 47:13.8  | Австрія (AUT) Крістоф Білер Бернгард Грубер Лукас Клапфер Маріо Штехер | 47:16.9  |